# متتيا بن ثاوفيلس
متتيا بن ثاوفيلس (حوالي 60 م) كان رئيس الكهنة اليهودي في بداية الثورة اليهودية  وأطاح به الثوار.
يعتقد أقلية من العلماء أنه هو نفسه ثاوفيلس المذكور في العهد الجديد لوقا 1: 3 وأعمال الرسل 1: 1. ويجادل أحد المؤلفين بأن متتيا بن ثاوفيلس كان والد يوسيفوس فلافيوس.